# ديفيد ماي
ديفيد ماي (بالإنجليزية: David May)‏ هو عالم حاسوب ومهندس بريطاني، ولد في 24 فبراير 1951.